# Steenderen

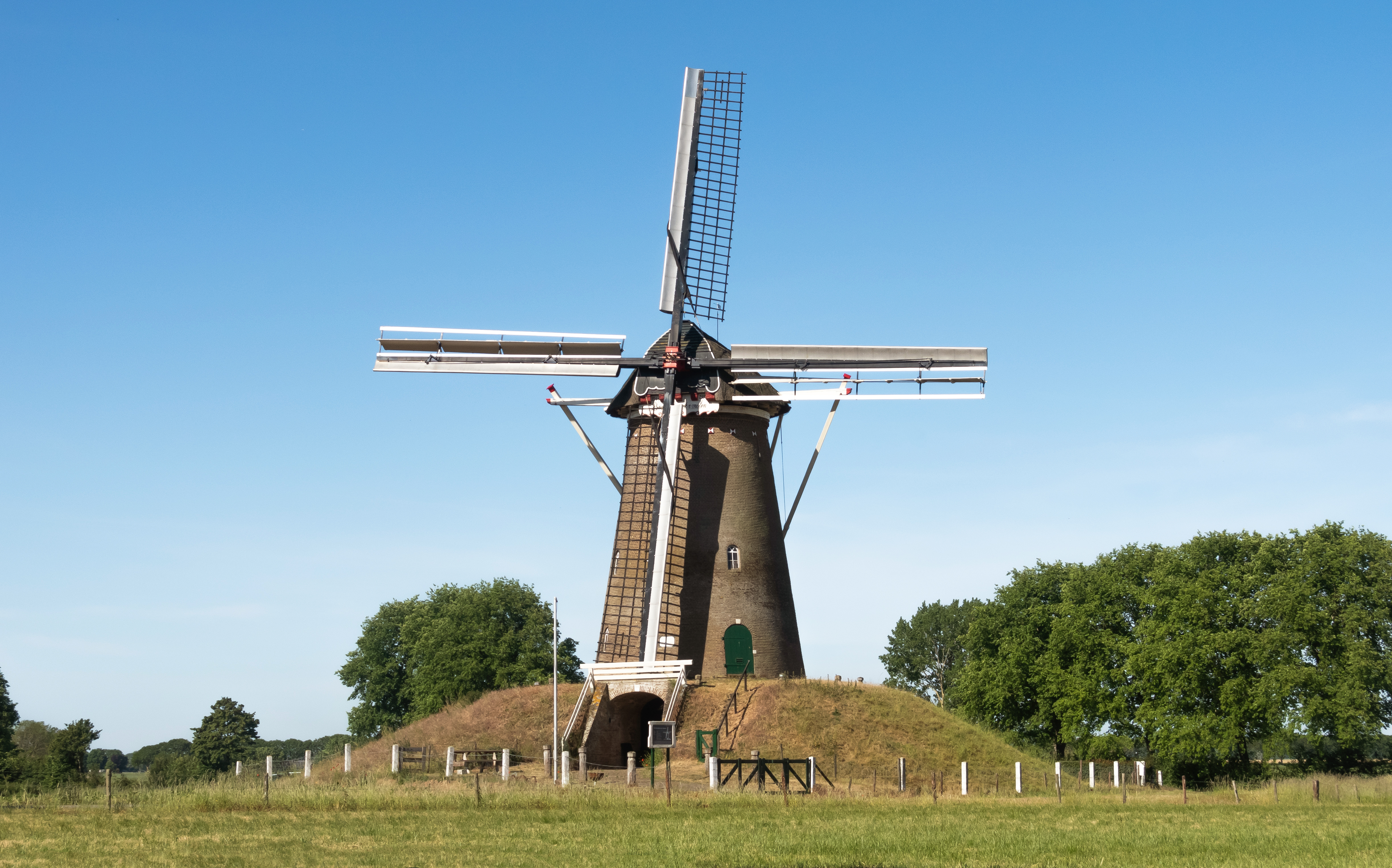
Mühle: die Bronkhorster Molen

Steenderen ist ein Dorf in der Gemeinde Bronckhorst, Provinz Gelderland, in den Niederlanden. Es hat 2125 Einwohner (Stand 1. Januar 2024). Das Dorf hat durch Aviko-Fabriken und eine Käserei von FrieslandCampina Bekanntheit erlangt. Bis zur Gemeindereform vom 1. Januar 2005 war Steenderen eine eigenständige Gemeinde.

## Söhne und Töchter des Dorfs
- Derk Jan Eppink, Journalist und Politiker